# Torneo Cuadrangular 1955
Het Torneo Cuadrangular 1955 was de vierde editie van deze Uruguayaanse voetbalcompetitie en werd gespeeld van 21 april tot 6 mei 1956. Omdat er drie ploegen op een gedeelde eerste plaats eindigden kende het toernooi voor het eerst geen winnaar.

## Teams
Voor het Torneo Cuadrangular mochten de ploegen meedoen die in 1955 in de top-vier van de competitie waren geëindigd. Rampla Juniors FC, de winnaar van 1953, ontbrak voor de eerste keer. CA Cerro maakte hun debuut in het toernooi.
| Club                      | Kwalificatie | Deelnames | Titels         |
| ------------------------- | ------------ | --------- | -------------- |
| Club Nacional de Football | Kampioen     | 3         | 2 (1952, 1954) |
| CA Peñarol                | Nummer 2     | 3         |                |
| CA Cerro                  | Nummer 3     |           |                |
| Danubio FC                | Nummer 4     | 2         |                |

## Toernooi-opzet
Het toernooi werd gespeeld in de eerste helft van 1956. Omdat de ploegen zich via de competitie van 1955 hadden gekwalificeerd heette het Torneo Cuadrangular 1955, hoewel de wedstrijden pas in het volgende jaar plaatsvonden. De vier deelnemers speelden een halve competitie tegen elkaar en de ploeg die de meeste punten behaalde werd eindwinnaar. Het toernooi was een Copa de la Liga; een officieel toernooi, georganiseerd door de Uruguayaanse voetbalbond (AUF).

## Toernooiverloop
Titelverdediger en landskampioen Club Nacional de Football opende het toernooi met een zege op debutant CA Cerro en Danubio FC versloeg CA Peñarol. Het zou voor Danubio de enige keer zijn dat ze in het kader van het Torneo Cuadrangular zouden winnen van Peñarol. Een week later herstelde Peñarol zich door Cerro met 2–1 te verslaan en won Nacional de strijd om de koppositie door met diezelfde cijfers van Danubio te winnen. In de laatste speelronde verloor Cerro ook hun laatste wedstrijd tegen Danubio. Een dag later vond de derby tussen Nacional en Peñarol plaats. Nacional had genoeg aan een gelijkspel om hun titel te prolongeren, maar dankzij een doelpunt van Juan Hohberg halverwege de tweede helft won Peñarol met het kleinste verschil. Hierdoor eindigde het toernooi onbeslist: Danubio, Nacional en Peñarol hadden elk twee overwinningen en één nederlaag en geen van de drie clubs werd als winnaar uitgeroepen.

### Eindstand
|    | Club                      | Sp. | W | G | V | Pnt. | DV | DT | DS |
| -- | ------------------------- | --- | - | - | - | ---- | -- | -- | -- |
| 1. | Danubio FC                | 3   | 2 | 0 | 1 | 4    | 6  | 2  | +4 |
| 2. | Club Nacional de Football | 3   | 2 | 0 | 1 | 4    | 6  | 4  | +2 |
| 3. | CA Peñarol                | 3   | 2 | 0 | 1 | 4    | 3  | 2  | +1 |
| 4. | CA Cerro                  | 3   | 0 | 0 | 3 | 0    | 3  | 10 | –7 |

| Winnaar Torneo Cuadrangular 1955 |
| -------------------------------- |
| Geen winnaar                     |

1952 ·
1953 ·
1954 ·
1955 ·
1956 ·
1957 ·
1958 ·
1959 ·
1960 ·
1961 ·
1962 ·
1963 ·
1964 ·
1965 ·
1966 ·
1967 ·
1968